# AMD Bobcat
AMD Bobcat (bobcat = rys angl.) je procesorová mikroarchitektura společnosti AMD cílená na trh zařízení s nízkonákladovými a nízkopříkonovými procesory.

## Historie
Představil ji exekutivní viceprezident AMD Henri Richard na Computexu 2007, ale první procesory šly do výroby až na začátku roku 2011. Jeden z výrazných proponentů této mikroarchitektury byl další viceprezident AMD, Mario A. Rivas, který vycítil potřebu nesoutěžit s Intelem v oblasti x86 procesorů s jedním jádrem a výkonem 10-100 W, ale naopak propagoval vývoj jednoduššího jádra a výkonem od 1 do 10 W. To se AMD povedlo jen částečně, protože část procesorů Bobcat má výkon 9 a část 18 W. Rivas navíc AMD věřilo, že klesne-li příkon ještě více, najdou si tyto procesory cestu do mobilních zařízení. Do segmentu trhu procesorů s vyšším výkonem společnost nasadila mikroarchitekturu nazvanou AMD Bulldozer.
Procesory s jádry architektury Bobcat spolupracují s GPU a společně tvoří APU značenou jako AMD Fusion.
V únoru 2013 AMD odhalilo své plány na nástupce mikroarchitektury Bobcat a sice nazvanou AMD Jaguar.

## Vlastnosti
- výrobní technologie: 40 nm
- instrukční sada: AMD64
- socket: FT1BGA
- kódové označení: AMD APU
- nástupce: AMD Jaguar
- 64bitové jádro
- OOE (out-of-order-execution) – spouštění mimo pořadí
- pokročilé předvídání větvení (binárního kódu)
- duální dekodér x86 instrukcí
- 64bitová celočíselná jednotka se dvěma ALU (aritmeticko-logickými jednotkami)
- 64bitová jednotka pro čísla s plovoucí desetinnou čárkou
- 64bitový jednokanálový paměťový ovladač
- 32 KiB pro instrukce + 32 KiB pro data (L1 cache)
- 512-1024 KiB L2 cache
- podporované rozšířené instrukční sady:
  - MMX
  - SSE
  - SSE2
  - SSE3
  - SSSE3
  - SSE4A

Zdroj: 

## Procesory Bobcat
- série C
  - C-30, C-50, C-60, C-70
- série E
  - E-240, E-300, E-350, E-450, E1-1200, E1-1500, E2-1800, E2-2000
- série G
  - T-24L, T-30L, T-40N, T-44R, T-48L, T-48L, T-48N, T-52R, T-56N
- série Z
  - Z-01, Z-60

### Charakteristika procesorů Bobcat
Procesory s mikroarchitekturou Bobcat mají:
- 1 nebo 2 jádra,
- výkon 9 nebo 18 W (s výjimkou T-24L s 5 W),
- pracovní frekvence 1000–1750 MHz (s výjimkou T-24L na 800 MHz),
- DDR3 na frekvenci 1066 nebo 1333 MHz,
- L2 cache 512 nebo 1024 KiB,
- 80 jader AMD Radeon,
- podporu DirectX 11.